# Willem Janssen (voetballer)
Willem Janssen (Nijmegen, 4 juli 1986) is een voormalig Nederlands voetballer die bij voorkeur als verdediger speelde.

## Spelersloopbaan

### Jeugd en VVV-Venlo
Willem Janssen begon zijn voetbalcarrière bij EWC '46 in Well. Op achtjarige leeftijd mocht hij naar de jeugdopleiding van VVV, die hij helemaal doorlopen heeft. Op 20 augustus 2004 maakte hij zijn profdebuut voor de Venlonaren in een thuiswedstrijd tegen Excelsior (2-0), als invaller voor John van Loenhout. In 2005 was hij de eerste speler die de Jan Klaassens Award kreeg uitgereikt, de jaarlijkse onderscheiding van VVV voor het grootste talent uit eigen jeugdopleiding. Bij VVV-Venlo groeide Janssen uit tot een belangrijke kracht op het middenveld. In december 2006 tekende Janssen een contract bij Roda JC. Janssen maakte het seizoen nog wel af bij VVV-Venlo. In totaal speelde hij 110 officiële duels voor de club en scoorde daarin zeventien keer.

### Roda JC
In de zomer van 2007 vertrok Janssen definitief naar de club uit Kerkrade. Aanvankelijk had hij het moeilijk, voornamelijk door de concurrentie met spelers als Elbekay Bouchiba, maar uiteindelijk wist hij toch een basisplaats te veroveren. In het seizoen 2007/08 groeide Janssen snel, resulterend in een plaats in de selectie van Jong Oranje. Ook was de aanvallend ingestelde middenvelder voor Nederland actief op het internationale jeugdtoernooi in Toulon, net als zijn teamgenoten Sekou Cissé en Ruud Vormer, en oud Roda JC-er Kemy Agustien. Daarnaast bereikte hij met Roda JC in zijn eerste seizoen de finale van de KNVB beker, die met 2-0 verloren werd van Feyenoord.
Begin november 2010 werd in het televisieprogramma Voetbal International bekendgemaakt dat Willem Janssen een driejarig contract met FC Twente overeenkwam met een optie voor nog een extra seizoen, dat in seizoen 2011/12 inging. Janssen was toen transfervrij.

### FC Twente
Willem Janssen debuteerde voor FC Twente in de Johan Cruijff Schaal. In het duel tegen Ajax, dat met 2-1 werd gewonnen, speelde hij de gehele wedstrijd. Een paar dagen later maakte hij ook zijn debuut op het Europese podium. In de uitwedstrijd tegen FC Vaslui speelde hij wederom de gehele wedstrijd. In de derde speelronde tegen sc Heerenveen scoorde Janssen zijn eerste competitietreffer voor FC Twente. Op aangeven van Bryan Ruiz scoorde hij de 0-2. Uiteindelijk zou het 1-5 worden. Hoewel Janssen in zijn eerste seizoen vaak als invaller het veld betrad, kwam de middenvelder 49 officiële duels in actie en scoorde hij acht treffers voor de club.

### FC Utrecht
In de zomer van 2013 werd Janssen aan FC Utrecht verhuurd, omdat hij in het eerste van FC Twente geen vaste basisplaats had. Hij debuteerde voor FC Utrecht in de Eredivisie, in een duel tegen AZ dat met 2-0 werd gewonnen. In zijn tweede wedstrijd tegen PEC Zwolle maakte hij in de met 1-1 gelijk gespeelde wedstrijd zijn eerste doelpunt voor Utrecht. Na de huurperiode stapte Janssen definitief over naar Utrecht. Daar was hij jarenlang aanvoerder van het eerste elftal. In februari 2022 speelde de 35-jarige routinier zijn 400e wedstrijd in de Eredivisie, waarna hij bekend maakte na afloop van het seizoen 2021/22 zijn spelersloopbaan te gaan beëindigen. Op 22 mei 2022 speelde Janssen zijn laatste wedstrijd. Na een 3-0 nederlaag in verlenging bij Vitesse werd  FC Utrecht uitgeschakeld in de play-offs voor de Conference League.

## Verdere loopbaan
Op 16 maart 2022 maakte VVV-Venlo bekend dat Willem Janssen met ingang van 1 juli 2022 als opvolger van Stan Valckx is aangesteld als nieuwe technisch manager. Hij tekende er een contract voor drie jaar. Dat contract diende hij niet uit. Op 1 juli 2023 werd bekend dat Janssen terugkeert bij FC Utrecht, waar hij samen met oud-ploeggenoot Jacob Mulenga werd aangesteld als individueel trainer van spelers bij het eerste elftal.

## Spelerstatistieken
| Seizoen         | Club            | Competitie      | Competitie | Competitie | Beker | Beker | Europa | Europa | Overig | Overig | Totaal | Totaal |
| Seizoen         | Club            | Competitie      | Wed.       | Dlp.       | Wed.  | Dlp.  | Wed.   | Dlp.   | Wed.   | Dlp.   | Wed.   | Dlp.   |
| --------------- | --------------- | --------------- | ---------- | ---------- | ----- | ----- | ------ | ------ | ------ | ------ | ------ | ------ |
| 2004/05         | VVV-Venlo       | Eerste divisie  | 27         | 2          | 2     | 0     | –      | –      | 5      | 0      | 34     | 2      |
| 2005/06         | VVV-Venlo       | Eerste divisie  | 29         | 4          | 2     | 1     | –      | –      | 2      | 0      | 33     | 5      |
| 2006/07         | VVV-Venlo       | Eerste divisie  | 37         | 10         | 1     | 0     | –      | –      | 5      | 0      | 43     | 10     |
| 2007/08         | Roda JC         | Eredivisie      | 31         | 4          | 5     | 2     | –      | –      | 2      | 0      | 38     | 6      |
| 2008/09         | Roda JC         | Eredivisie      | 30         | 4          | 4     | 0     | –      | –      | 4      | 0      | 38     | 4      |
| 2009/10         | Roda JC         | Eredivisie      | 34         | 8          | 2     | 0     | –      | –      | 4      | 0      | 40     | 8      |
| 2010/11         | Roda JC         | Eredivisie      | 34         | 6          | 3     | 0     | –      | –      | 2      | 0      | 39     | 6      |
| 2011/12         | FC Twente       | Eredivisie      | 31         | 5          | 3     | 1     | 12     | 2      | 3      | 0      | 49     | 8      |
| 2012/13         | FC Twente       | Eredivisie      | 30         | 3          | 0     | 0     | 12     | 2      | 4      | 0      | 46     | 5      |
| 2013/14         | FC Twente       | Eredivisie      | 2          | 0          | 0     | 0     | –      | –      | –      | –      | 2      | 0      |
| 2013/14         | → FC Utrecht    | Eredivisie      | 5          | 1          | 1     | 0     | –      | –      | –      | –      | 6      | 1      |
| 2014/15         | FC Utrecht      | Eredivisie      | 30         | 3          | 0     | 0     | –      | –      | –      | –      | 30     | 3      |
| 2015/16         | FC Utrecht      | Eredivisie      | 19         | 3          | 3     | 0     | –      | –      | 4      | 0      | 26     | 3      |
| 2016/17         | FC Utrecht      | Eredivisie      | 32         | 2          | 4     | 0     | –      | –      | 4      | 1      | 40     | 3      |
| 2017/18         | FC Utrecht      | Eredivisie      | 33         | 4          | 2     | 0     | 5      | 1      | 3      | 0      | 43     | 5      |
| 2018/19         | FC Utrecht      | Eredivisie      | 32         | 6          | 2     | 0     | –      | –      | 3      | 0      | 37     | 6      |
| 2019/20         | FC Utrecht      | Eredivisie      | 19         | 2          | 2     | 0     | 2      | 0      | –      | –      | 23     | 2      |
| 2020/21         | FC Utrecht      | Eredivisie      | 22         | 0          | 1     | 0     | –      | –      | 2      | 0      | 25     | 0      |
| 2021/22         | FC Utrecht      | Eredivisie      | 25         | 2          | 1     | 0     | –      | –      | 2      | 1      | 28     | 3      |
| Carrière totaal | Carrière totaal | Carrière totaal | 502        | 69         | 38    | 4     | 31     | 5      | 49     | 2      | 620    | 80     |

Bijgewerkt op 2 oktober 2022.

## Erelijst
| Johan Cruijff Schaal | 1x | 2011 |